# Thelypteris euthythrix
Thelypteris euthythrix är en kärrbräkenväxtart som beskrevs av Alan Reid Smith. Thelypteris euthythrix ingår i släktet Thelypteris och familjen Thelypteridaceae. Inga underarter finns listade.